# Liste der Biografien/Hanb
Liste der Biografien |
Portal Biografien |
Personensuche
# |
A |
B |
C |
D |
E |
F |
G |
H |
I |
J |
K |
L |
M |
N |
O |
P |
Q |
R |
S |
T |
U |
V |
W |
X |
Y |
Z |
?
 
Ha |
Hd |
He |
Hi |
Hj |
Hk |
Hl |
Hm |
Hn |
Ho |
Hr |
Hs |
Ht |
Hu |
Hv |
Hw |
Hy
 
Haa |
Hab |
Hac |
Had |
Hae–Haf |
Hag |
Hah |
Hai |
Haj |
Hak |
Hal |
Ham |
Han |
Hao |
Hap |
Haq |
Har |
Has |
Hat |
Hau |
Hav |
Haw |
Hax |
Hay |
Haz
 
Hana |
Hanb |
Hanc |
Hand |
Hane |
Hanf |
Hang |
Hanh |
Hani |
Hanj |
Hank |
Hanl |
Hanm |
Hann |
Hano |
Hanp |
Hanq |
Hanr |
Hans |
Hant |
Hanu |
Hanv |
Hanw |
Hanx |
Hany |
Hanz
Die Liste der Biografien führt alle Personen auf, die in der deutschsprachigen Wikipedia einen Artikel haben. Dieses ist eine Teilliste mit 11 Einträgen von Personen, deren Namen mit den Buchstaben „Hanb“ beginnt.

## Hanb

### Hanba
- Hanback, Lewis (1839–1897), US-amerikanischer Politiker
- Hanbal ibn Ishaq ibn Hanbal († 886), Gelehrter der Ḥanbaliten

### Hanbi
- Hanbidge, Robert (1891–1974), kanadischer Politiker, Vizegouverneur von Saskatchewan

### Hanbu
- Hanburger, Chris (* 1941), US-amerikanischer American-Football-Spieler
- Hanbury, Daniel (1825–1875), britischer Botaniker und Pharmakologe
- Hanbury, Frederick Janson (1851–1938), englischer Botaniker und Förderer der Astronomie
- Hanbury, Harry A. (1863–1940), US-amerikanischer Politiker
- Hanbury, Hilda Louise (1875–1961), britische Schauspielerin
- Hanbury, Lily (1874–1908), britische Schauspielerin
- Hanbury, Robert William (1845–1903), britischer Politiker
- Hanbury, Thomas (1832–1907), britischer KaufmannThomas Hanbury (1832–1907)

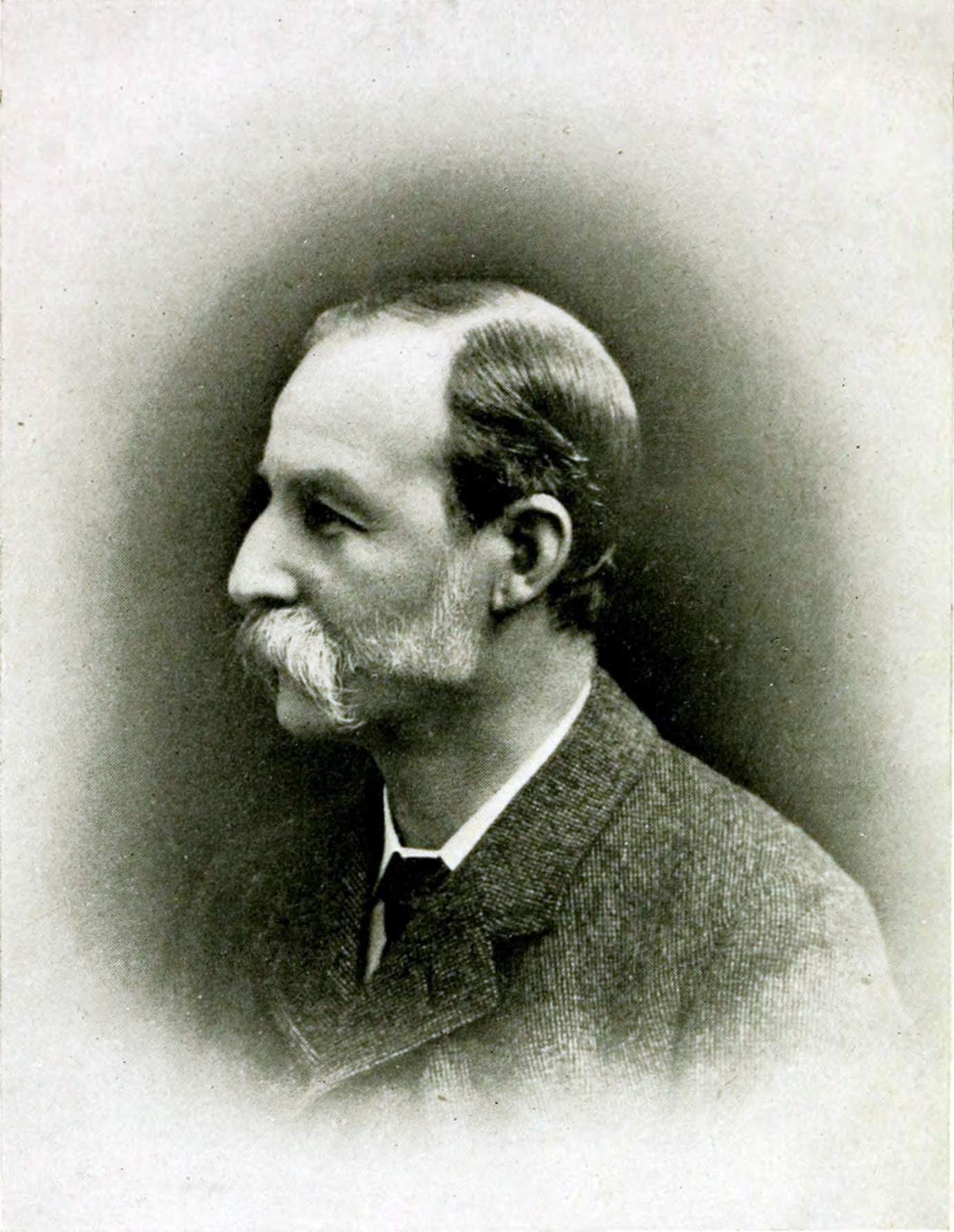
Thomas Hanbury (1832–1907)